# Xylophanes kaempferi
Xylophanes kaempferi är en fjärilsart som beskrevs av Clark 1931. Xylophanes kaempferi ingår i släktet Xylophanes och familjen svärmare. Inga underarter finns listade i Catalogue of Life.